# Vinho kosher
Vinho Kosher (em hebraico:  יין כשר) é um vinho de uvas produzido conforme as leis religiosas do Judaísmo, especificamente as Leis dietéticas judaicas (Cashrut).
Para ser considerado kosher, os judeus observadores do sábado devem supervisionar e às vezes lidar com todo o processo de vinificação, a partir do momento em que as uvas são esmagadas até o vinho ser engarrafado e quaisquer ingredientes utilizados, incluindo os enchimentos, devem ser kosher. Vinho que é descrito como "kosher para o Pessach" deve ter sido mantido livre de contato com chametz, sendo exemplos grãos, pães e massas.
Quando o vinho kosher é produzido, comercializado e vendido comercialmente, normalmente teria um hechsher ("selo de aprovação") de uma agência de certificação kosher, ou de um rabino autorizado que é de preferência também um posek ("decisor" da lei judaica), ou ser supervisionado por um Bet Din ("Tribunal de Justiça Religioso Judaico").
Nos últimos tempos, tem havido um aumento da procura de vinhos kosher e vários países produtores de vinho produzem agora uma grande variedade de sofisticados vinhos kosher sob rigorosa supervisão rabínica, particularmente em Israel, nos Estados Unidos, França, Alemanha, Itália, Portugal, África do Sul, Chile e Austrália.

## História

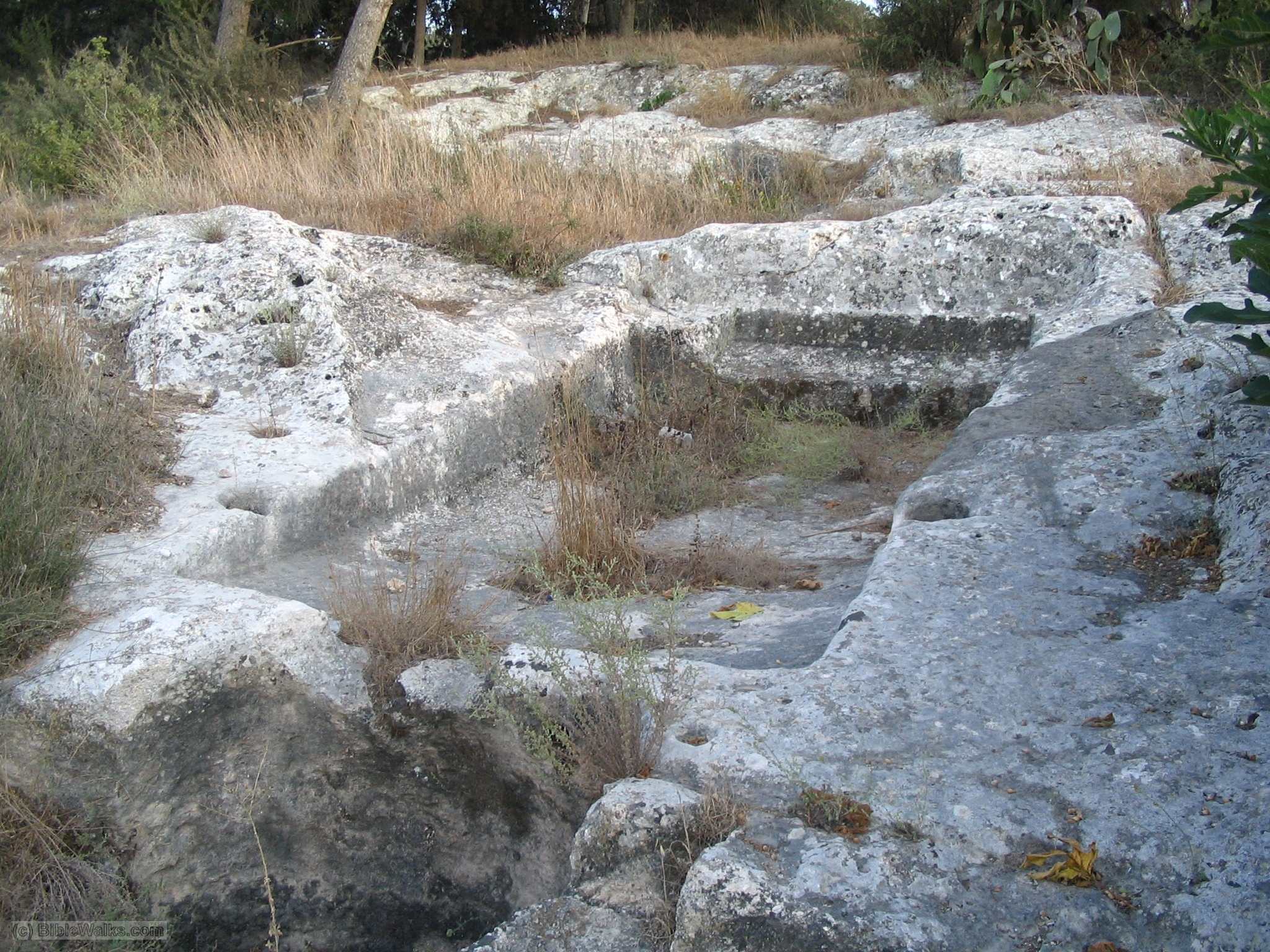
Prensa de vinhos israelita antiga em Migdal HaEmek.

O uso do vinho tem uma longa história no judaísmo, que remonta aos tempos bíblicos. Evidências arqueológicas mostram que o vinho foi produzido em todo o antigo Israel. O uso tradicional e religioso do vinho continuou dentro da Comunidade da diáspora judaica. Nos Estados Unidos, vinhos kosher vieram a ser associados a doces vinhos Concord produzidos por vinícolas fundadas por imigrantes judeus para New York. 
A partir dos anos 80, uma tendência para produzir vinhos kosher secos e de qualidade premium começou com o renascimento da indústria vinícola israelense. Hoje, o vinho kosher é produzido não apenas em Israel, mas em todo o mundo, incluindo áreas de vinhos especiais como o Vale de Napa e a região de St Emilion de Bordeaux.